# Fjodor Wassiljewitsch Tokarew

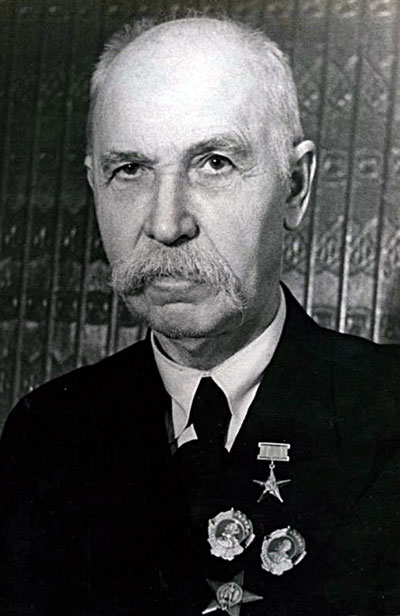
Tokarew (1941)

Fjodor Wassiljewitsch Tokarew (russisch Фёдор Васильевич Токарев, wiss. Transliteration Fëdor Vasil'evič Tokarev; * 2. Junijul. / 14. Juni 1871greg. in Jegorlykskaja; † 7. Juni 1968 in Moskau) war ein russischer Konstrukteur von Handfeuerwaffen.

## Werk

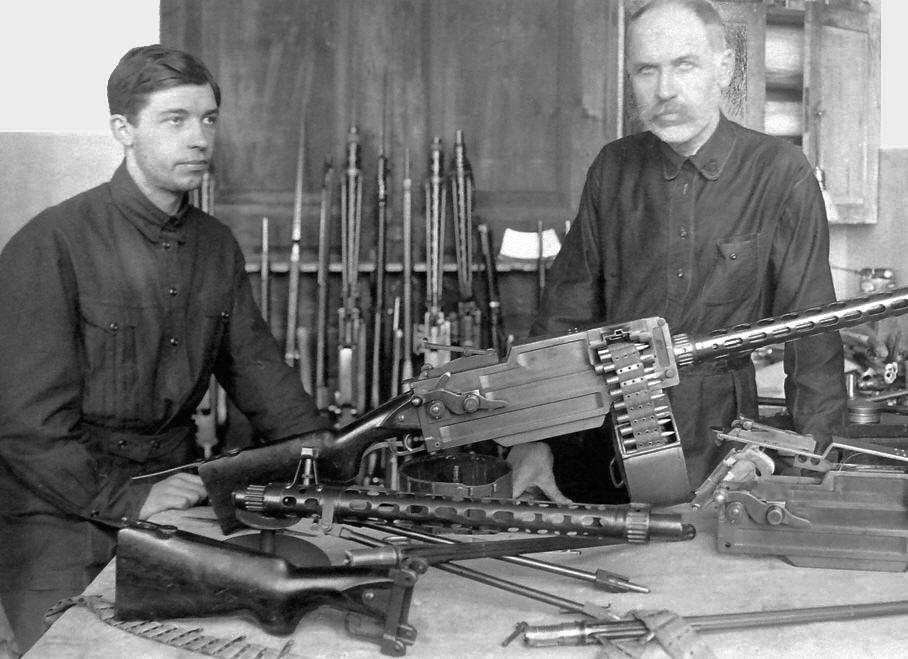
Tokarew (re.) mit seinem Sohn (li.) mit dem lMG MT

Fjodor Tokarew wurde bekannt durch die Konstruktion von Schützenwaffen, die in Tula gefertigt wurden und zur Ausrüstung der Roten Armee gehörten. Beispiele sind die Pistole TT-33 oder das Selbstladegewehr SWT-40. Als Anerkennung seines Wirkens wurde er 1940 mit dem Orden Held der sozialistischen Arbeit ausgezeichnet.